# And then,
「and then,」（アンド・ゼン）は、橋本みゆきの2枚目のシングル。2005年3月2日にLantisから発売された。

## 概要
前作「ここにいるから…」から6か月強ぶりのリリースとなる2005年1作目のシングル。表題曲「and then,」は、テレビアニメ『GIRLSブラボー second season』のエンディングテーマとして使用された。
ジャケットには『GIRLSブラボー second season』のミハル、小島桐絵、コヨミ、トモカがプリントされている。

## 収録曲
（全作詞・作曲：橋本みゆき、編曲：景家淳）
1. and then, [4:00]
2. なきがお のち はれ [5:05]
3. and then,(off vocal)
4. なきがお のち はれ(off vocal)

## タイアップ
| 曲名      | タイアップ                                                    |
| --------- | ------------------------------------------------------------- |
| and then, | テレビアニメ『GIRLSブラボー second season』エンディングテーマ |

## 収録アルバム
| 曲名      | 収録アルバム | 備考                    |
| --------- | ------------ | ----------------------- |
| and then, | Lovey-dovey  | 1作目のベストアルバム。 |